# さよなら、こんにちわ
『さよなら、こんにちわ』は、1990年10月6日に全国劇場公開された日本映画で、福田陽一郎監督・脚本によるハートフル・ラブコメディ。南果歩、佐野史郎共演。仮タイトルは『ハロー・マイ・ラブ』だった。
恋とは無縁な人生を歩んできた男が、偶然信号待ちをしていたとき後ろから腕を組んできた女性に一目ぼれしてしまったことから巻き起こる恋愛騒動とその顛末を描いている。

## 概要
大都会を舞台に、恋に無器用な独身男と、恋多きOL女性の出逢いから交際に発展するまでの波乱万丈なドラマを軽妙なタッチで明るく描いたハートウォームな作品。南果歩が、恋に対し積極的な女性像に扮したのに対し、佐野史郎は結婚適齢期であるにもかかわらず仕事一筋で恋には無器用な男性を演じた。
映画の原作は、アメリカ人作家であるマイケル・オコーナーの戯曲『さよならパーティー』だが、映画のプロデューサーである増田久雄が自著「太平洋の果実 第2部 ～石原裕次郎の贈りもの」（PHP研究所）でこの原作についての「顛末」を語っている。

## キャスト
- 室井美加：南果歩
- 朝田卓也：佐野史郎
- 片岡登：ひかる一平
- 高倉みゆき：可愛かずみ
- 今野和江：鷲尾真知子
- 鈴木三重：余貴美子
- 金谷時子：青木フキ
- 北野隆一：西岡徳馬
- 杉村花子：浅利香津代
- 中川一雄：露口茂

## スタッフ
- 監督・脚本：福田陽一郎
- 原作：マイケル・オコーナー『さよならパーティー』
- 音楽：羽田健太郎
- タイトルデザイン：灘本唯人
- 撮影：鈴木耕一
- 照明：野口素胖
- 録音：瀬川徹夫、高橋義照
- 美術：金田克美
- 編集：大島ともよ
- 助監督：竹安正嗣、吉本潤、江草和則
- 音響効果：倉橋静男
- MA：アオイスタジオ
- 現像：東京現像所
- スタジオ：にっかつ撮影所
- 製作者：増田久雄
- プロデュース：佐倉寛二郎、空閑由美子
- 製作：プルミエ・インターナショナル、サントリー
- 製作提携：日本テレビ放送網
- 配給：アルゴ・プロジェクト

### 映画主題歌のシングル
| 枚  | 発売日        | 商品番号 | 定価          | 発売元                   | タイトル             | オリコン 最高位 | By                                                 |
| --- | ------------- | -------- | ------------- | ------------------------ | -------------------- | --------------- | -------------------------------------------------- |
| 1st | 1990年9月21日 | APDA-31  | ¥ 956（税込） | アポロン音楽工業株式会社 | さよなら、こんにちわ |                 | シャーリー・カーン ( シャーリー・クァン ) / 關淑怡 |